# 王鳳瑤
王鳳瑤（1956年5月16日—），人稱王婆婆、白髮婆婆、黃傘婆婆，香港社會運動人士。由於在反對逃犯條例修訂草案運動中的遊行與集會常常舉起英國國旗，因而吸引到香港群眾的注目。

## 早年生涯
王鳳瑤在香港深水埗出生和長大，早年就讀德貞女子中學。在大專主修會計及音樂畢業後，曾從事會計工作，任職核數員，又曾到馬會任兼職。1986年，她前往奧地利維也納學習聲樂；後來又短暫移居美國。
2004年，她回港後曾與宣明會到陝西省做義工。2006年，在廣東省深圳市買了一個單位，更曾打算從此在該地生活。但後來在做義工期間發現中國大陸並不簡單，亦曾經嘗試到國家信訪部投訴但不果。在香港政治氛圍越來越壞的情況下，她亦隨之參與社會運動。

## 開始參與社會運動

### 反國教運動和雨傘運動
2011年，王鳳瑤參與香港聲援佔領華爾街的行動，又出席六四晚會和七一遊行。2012年，參與反國教運動，更在政府總部外靜坐數日，她認為教育很重要，不想讓政府領導學校、管制學生，希望讓新一代仍有獨立思考能力，此次運動亦重新令王覺得香港還有希望。後來，她的左邊乳房被驗出有腫瘤，需要切除三分一的乳房，她亦因此休養一年。
2014年，雨傘革命爆發，王鳳瑤亦有參與。由於她住在深圳，常常要花幾個小時來往示威現場。佔領時，受到催淚彈的攻擊，她感覺猶如置身六四現場。到終極清場，她仍與年青人一起留守到最後，最終被警員抬走。

### 堅持回港
在雨傘革命後，儘管王鳳瑤患上的乳癌仍未痊癒，膝蓋也不太好，她仍然堅持每星期幾天由深圳通關到公民廣場，亦有參與大大小小的社會運動，在「王婆婆示威區」表達訴求，貼上抗爭口號的貼紙。又曾經被建制派組織嘗試攻擊，但仍無阻她爭取真普選的決心。她又同情年輕人受到檢控和監禁的處境，經常聲援和在精神上幫助年輕人。
2018年，她時常到法院旁聽梁天琦被控暴動罪的案件。其後，她被控藐視法庭罪。在1月24日法庭處理法律爭議時，在公眾席上哭泣並稱「香港而家變咗大陸啦」，於是法庭命令翌日起她只能在延伸部分內旁聽。其後，她在法庭裏帶上寫有標語的頸巾，保安亦曾經勸喻但不果，最終在3月29日裁定一項「藐視法庭」罪成，判罰款港幣1,000元。

## 參與反對逃犯條例修訂草案運動
2019年6月，反對逃犯條例修訂草案運動全面爆發。在6月9日的「守護香港反送中」大遊行、6月11日晚至12日的佔領行動、6月16日的「譴責鎮壓，撤回惡法」大遊行等活動中，王鳳瑤舉起英國國旗，因而吸引到市民的注目。
2019年8月11日，她在出席示威活動期間，被警員在太古站C出口位置被包圍，此後未曾再出現於示威現場。9月11日，香港立法會議員朱凱廸在Facebook引述消息指王處於「安全」的狀態，朱凱廸亦引述警方答應代為聯絡家人。保安局其後表示，不評論個別個案，香港特區政府不宜干預內地執法行動。
2019年11月24日，適逢是區議會選舉的日子，《立場新聞》收到王鳳瑤的電郵，透露自己在深圳取保候審，指自己的選票已化為廢紙。其後亦多次以電郵與《立場新聞》溝通。在2020年1月9日，她透露自己在2019年8月14日以「尋釁滋事罪」被捕，囚於福田拘留所。8月30日，她被轉到深圳市第三看守所，她形容看守所為「地獄」。9月29日，她離開看守所後在9月29日至10月3日被要求接受「愛國教育」。又指自己被禁止離開深圳市。2020年5月20日，她再次經電郵向《立場新聞》透露，自己的健康狀況欠佳，指自己被禁離開深圳已超過九個月，十分想念香港。6月12日，在612一周年當天，《立場新聞》再次收到她的電郵，指自己在深圳「孤獨抗疫」四個多月，受到難以形容的「精神深度痛苦」，身體狀況亦跌入低谷。

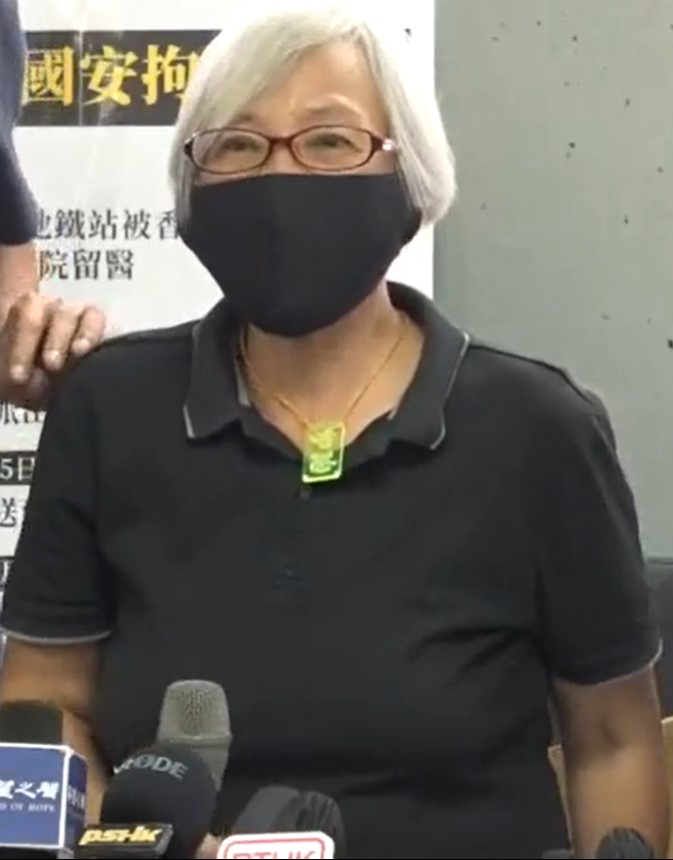
王鳳瑤

2020年10月2日，她在經歷1年取保候審後，首次由深圳返回香港，並被送往屯門醫院，處理早前被中國國安拉扯所造成的瘀傷，在翌日早上出院。在接受14天的隔離檢疫後，於2020年10月17日早上，王在朱凱廸和張超雄的陪同下召開記者會，憶述過去14個月的經歷。她指自己在2019年8月11日示威中在被警方包圍時受傷，在醫院留醫兩天，出院後曾前往機場參與示威，但於14日凌晨在皇崗口岸通關返回深圳住所時遭到搜查並被帶到福保派出所。在8月15日至30日期間，她在深圳福田拘留所接受「行政拘留」，又被要求簽署放棄就15天「行政拘留」向法院上訴；她後被轉到深圳第三看守所「行政拘留」30天。看守所環境惡劣，16名女子被扣押在150呎的空間，非常擁擠，在洗澡的地方也有兩個大鏡頭對着她，造成了極大的心理壓力，加上持續被公安精神虐待，以及被抽血和採集指紋，令血壓常常飈升。王又指，她曾被公安要求寫悔過書和拍攝影片，表明自己是愛國人士和拘留期間未遭到虐待，要求她承諾不再參與示威和不再接受媒體訪問。同年9月29日為原訂「拘留完畢」的日子，但王卻被帶到了機場，強迫參與5天的陝西省「愛國之旅」，並被要求面帶笑容手持國旗拍照和唱國歌，以及看國歌表演和電影《我和我的祖國》。在返回深圳後，在布吉派出所，她被口頭告知其「罪名」為「尋釁滋事罪」，需要「取保候審」，但其後發出的通知書沒有姓名和罪名。王指出，在這段時間內，每一刻都在擔心會發生什麼事，害怕從此不能返回香港，亦因沒有智能手機而只能透過圖書館上網與外界聯繫。她亦四度被「國安」盤問，其中一名執法人員稱她揮動英國旗是「危害國家安全」，慨歎「差點死在大陸」。王婆婆指，在深圳囚禁期間，國安雖然沒有打她，但卻對她造成很大精神虐待，更令她的抑鬱症發作，一度萌生自殺念頭，不過王婆婆想起年輕人對她的支持，希望盡早回港見證抗爭運動發生，繼而放棄了自殺的想法。

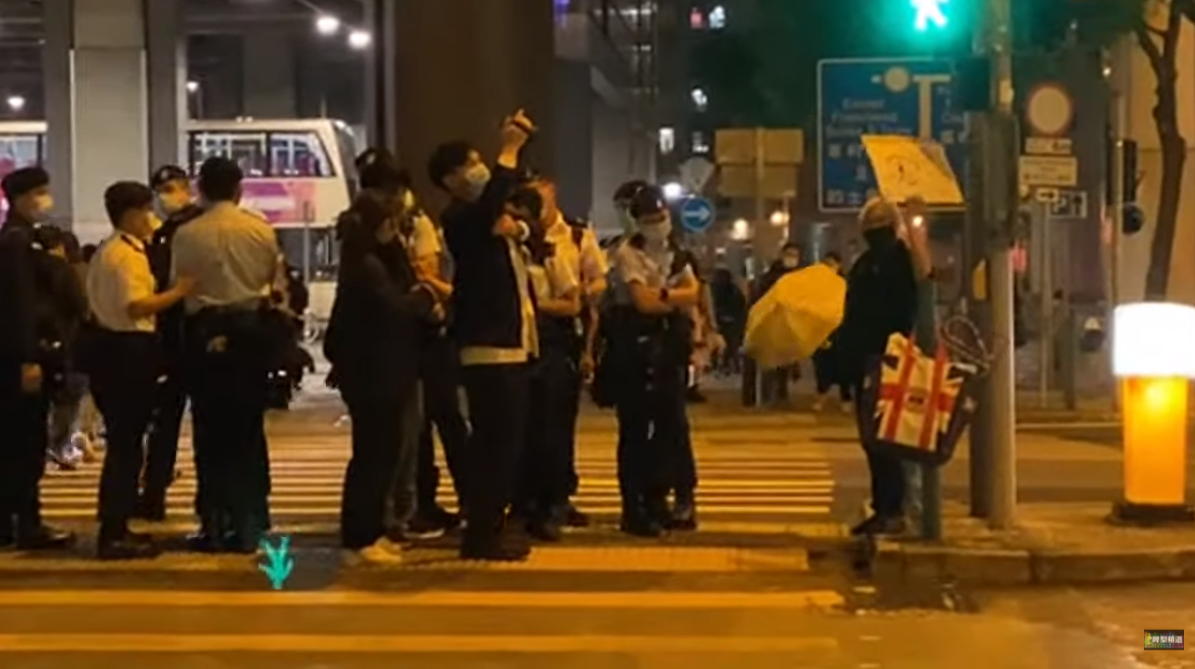
2021年1月23日，王鳳瑤在將軍澳尚德十字路口過路處舉起標語，被警員以「阻礙警務人員執行職務」拘捕

2021年1月23日，王鳳瑤在過路處舉起標語，被警員以「阻礙警務人員執行職務」拘捕。事件引起人權組織「香港監察」關注，要求港府盡快釋放王鳳瑤。
2021年2月9日，王鳳瑤出庭，並拒絕使用律師服務，僅自己代表自己，她表示希望將律師服務留給其它抗爭者。

## 白紙運動
繼新疆烏魯木齊火災事故之後，2022年十一月末中國大陸發起全國範圍内的游行示威，爭取自由，反對動態清零政策。王婆婆出現在香港中環悼念現場，仍然携帶著當年象徵雨傘革命的黃色小傘，大聲高呼“不要威權，要人權！”聲援大陸示威運動。期有一名男子將其推倒，并將雨傘摔落，王婆婆一度無法起身，在送醫后無礙。后前者被警方以故意傷害、刑事損壞罪移送法辦。